# Villa Baltenhorst
Die Villa Baltenhorst, auch Villa Mara, liegt im Stadtteil Niederlößnitz der sächsischen Stadt Radebeul, in der Winzerstraße 55.

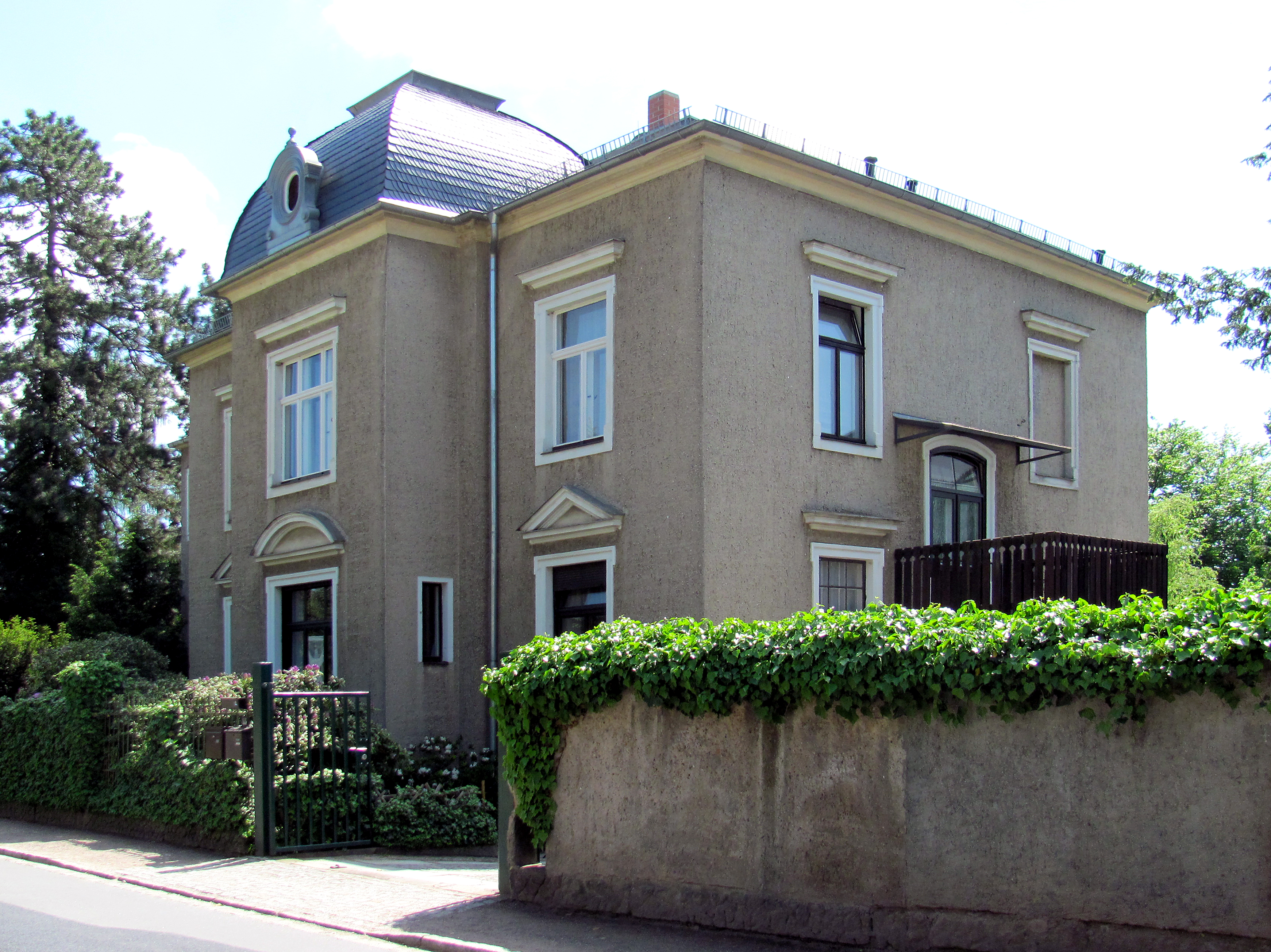
Villa Baltenhorst

## Beschreibung
Die zweigeschossige Villa, heute auch als Mietvilla angesprochen, steht zusammen mit der Einfriedung unter Denkmalschutz. In der Hauptansicht zur Straße steht ein Mittelrisalit mit einer verschieferten Kuppel mit Plattformabschluss. Vorn vor der Kuppel findet sich eine ovale, verzierte Lukarne aus Sandstein. Hinter der Kuppel liegt das ebenfalls verschieferte Walmdach.
In der rechten Seitenansicht nach Westen steht ein Eingangsvorbau. In der linken Seitenansicht findet sich ein massiver, zweigeschossiger Verandavorbau, von dem eine Treppe in den im Osten vorgelagerten großen Garten führt.
Der Putzbau auf einem Bruchsteinsockel zeigt heute eine vereinfachte Verputzung, auch die auf den Bauzeichnungen zu sehende Gesims- und Lisenengliederung ist inzwischen verschwunden. Die von profilierten Sandsteineinfassungen umgebenen Rechteckfenster werden meistenteils durch horizontale Verdachungen geschützt. Lediglich im Erdgeschoss der Straßenansicht findet sich mittig, also im Risalit, eine Segmentbogenverdachung, während die beiden seitlichen Fenster der dreiachsigen Ansicht durch Dreiecksverdachungen bekrönt werden.
Im Inneren haben sich bis heute „ungewöhnlich reiche Stuckdecken“ erhalten.
Die Einfriedung besteht aus einem Lanzettzaun zwischen Sandsteinpfeilern.

## Geschichte
Der Bauunternehmer Friedrich Ernst Kießling beantragte im Februar 1891 den Bau eines Villengebäudes; den Entwurf und die Realisierung überließ er seinem Sohn, dem Baumeister Ernst Kießling. Nach der Baugenehmigung im April 1891 erfolgte die Ingebrauchnahmegenehmigung im März 1892.
Laut Adressbuch von 1901, zum Zeitpunkt der Nutzung des erstgenannten Häusernamens, war das Wohnhaus im Eigentum der dort wohnenden Rentière Louise Gleye. Die 1915 dort mit ihrem Ehemann Pieter Frederik wohnende Eigentümerin Margarethe van Swieten nannte die Villa um, wohl nach ihrem Rufnamen für Margarethe.